# 莫斯科里加車站

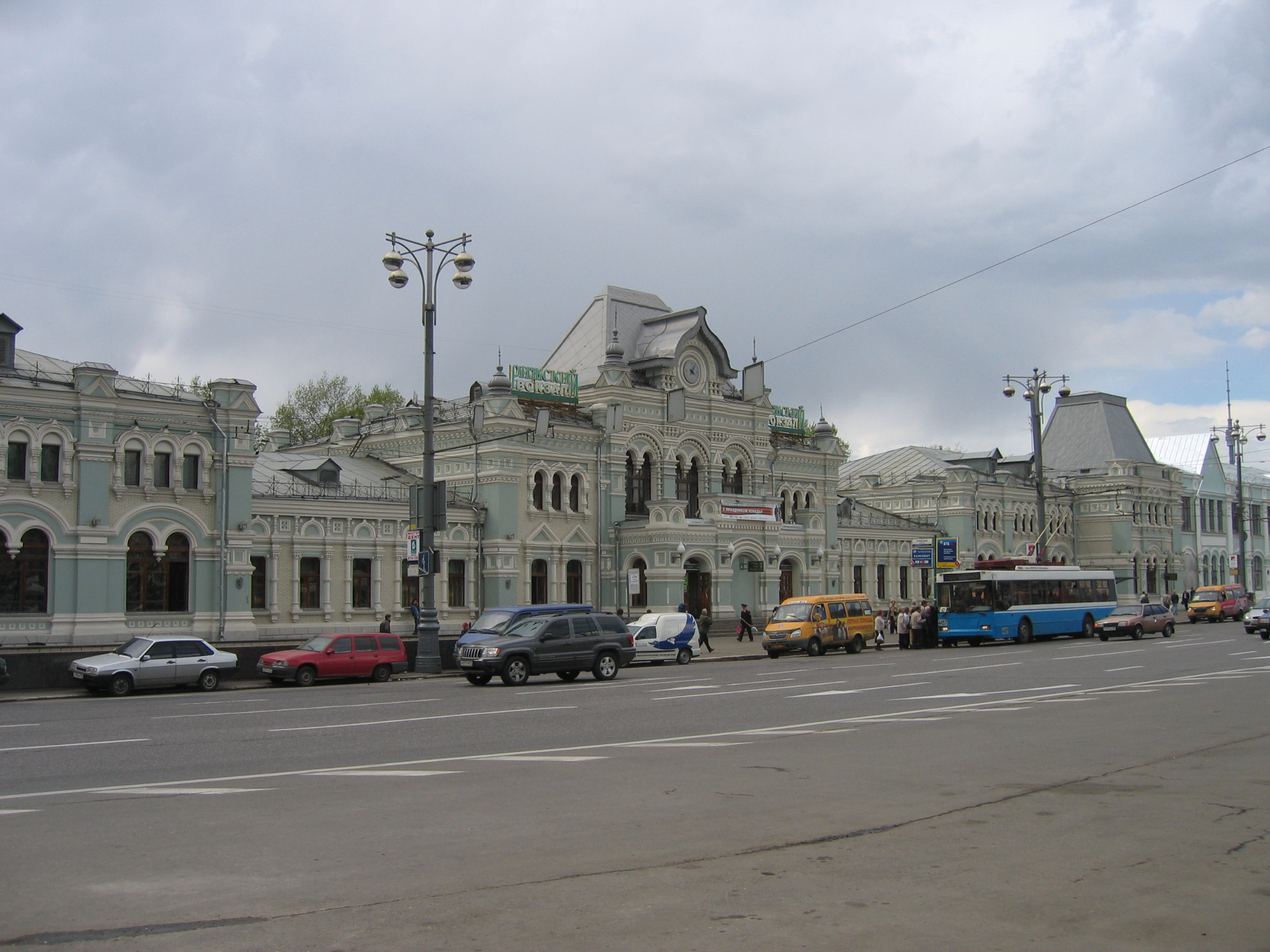
里加車站

里加站（羅馬化：Rizhsky vokzal）是俄羅斯首都莫斯科的一個鐵路總站。前往拉脫維亞首都里加的列車在這裡開出。
1901年啟用。

## 接駁地鐵站
- 里加站 (卡卢加-里加线)（6號線）
- 里加站 (大环线)（11号线）